# Kilnave Chapel

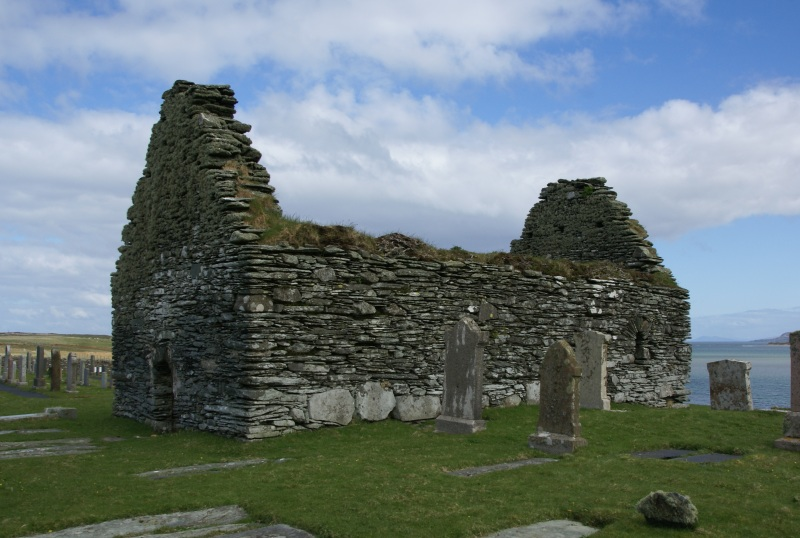
Kilnave Chapel gezien vanuit het zuidwesten.

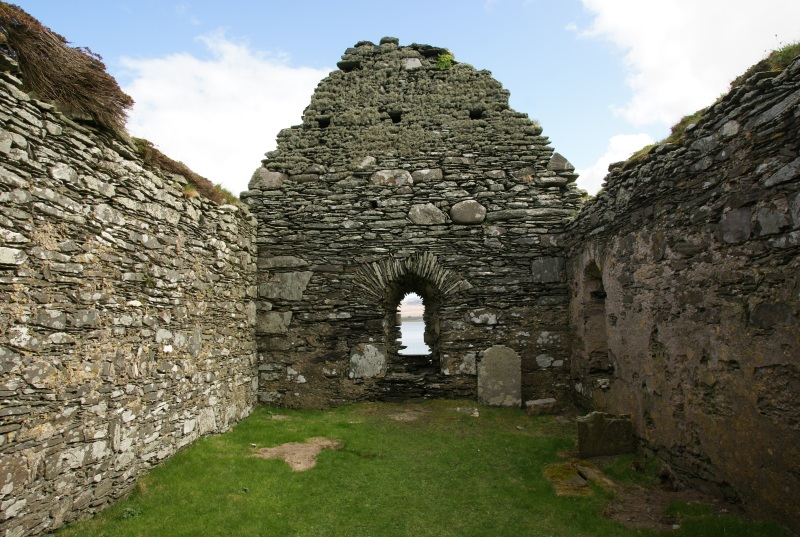
Het interieur van de kapel, met de resten van het altaarplatform onder het oostelijke raam.

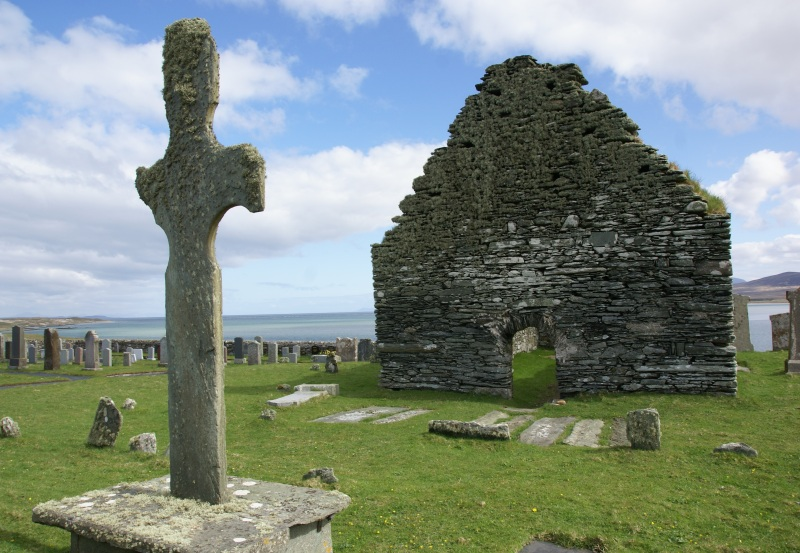
Kilnave Chapel vanuit het westen gezien met links vooraan het Kilnave Cross.

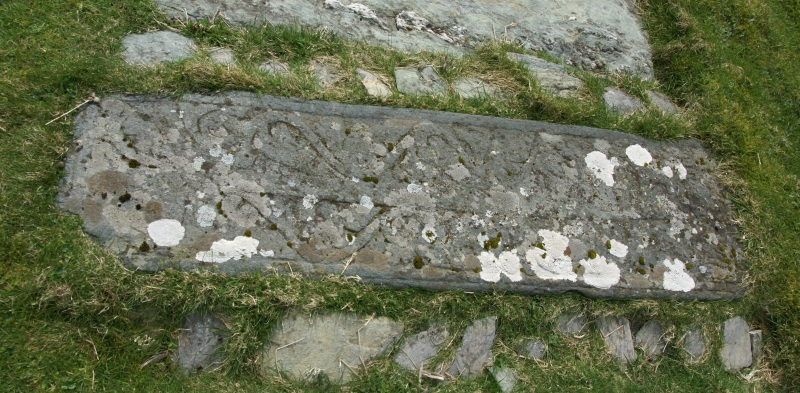
De zestiende-eeuwse grafsteen van Donaldus, zoon van Nialdus.

Kilnave Chapel, ook Cill Naoimh en Kilnave Church genoemd, is (de ruïne van) een middeleeuwse kerk, 1,6 kilometer ten zuiden van Ardnave House in Kilnave gelegen aan de westzijde van Loch Gruinart in het noordwestelijke deel van Islay in de Schotse regio Argyll and Bute. Bij de kerk staat het Kilnave Cross.

## Naamgeving
De naam Cill Naoimh is Schots-Gaelisch voor de kerk van de begraafplaats van de heilige. Een andere mogelijke betekenis zou Kerk van Nem kunnen zijn, waarbij Nem een lokale heilige was.

## Geschiedenis
Wanneer Kilnave Chapel werd gebouwd, is niet geheel duidelijk. Zowel twaalfde eeuw als rond 1400 als laatmiddeleeuws worden als mogelijke bouwperiodes genoemd. Hoewel het bouwplan, behalve het raam, heel erg lijkt op dat van de twaalfde-eeuwse St Oran's Chapel op Iona, lijkt de vorm van de bovenzijdes van de ramen erg op het laatmiddeleeuwse werk dat wordt aangetroffen in de in Lorn gelegen kastelen Dunollie Castle en Dunstaffnage Castle.
In 1598 was Kilnave de plaats waar een bloedige schermutseling plaatsvond tussen de MacLeans van Mull en de MacDonalds van Islay. Volgens een lokale traditie werd een aantal MacLean-vluchtelingen van deze Slag van Loch Gruinard levend verbrand in Kilnave Chapel.
Zowel de kerk als de omringende begraafplaats met het Kilnave Cross werden in 1971 aangewezen als een Categorie B-monument.

## Bouw

### Kerk
Kilnave Chapel is rechthoekig van vorm en is oost-westelijk georiënteerd. Het kerkgebouw is 9,2 meter lang en 4,3 meter breed. De muren zijn 0,9 meter dik.
In de 21e eeuw heeft het gebouw geen dak meer.
De kerk beschikt over een toegang aan de westzijde, die aan de zuidzijde voorzien is van een gat in de muur waarin een balk gestoken kon worden om te deur te vergrendelen.
Zowel in de oostelijke als in de zuidelijke muur bevindt zich een raam waarvan de bovenzijde gebogen is.
Onder het raam aan de oostzijde bevinden zich resten van een platform waarop het altaar stond.
Om de kerk ligt een begraafplaats die is omgeven door een negentiende-eeuwse muur.

### Kruisen en grafstenen
Op de begraafplaats bij de kerk staat het vroegchristelijke Kilnave Cross.
Naast dit kruis is er minstens één middeleeuwse grafsteen gedocumenteerd in en om Kilnave Chapel. De meest gevolgde nummering ter identificering van de grafstenen en -kruisen is die van R.C. Graham, gepubliceerd in zijn boek Carved Stones of Islay. Kilnave Cross is gedocumenteerd als Graham no. 33.
Graham no 34 is een zestiende-eeuwse grafsteen ter nagedachtenis aan Donald, zoon van Niall en werd gemaakt door een beeldhouwer die niet aan een bepaalde school verbonden was. De grafsteen dateert uit de periode 1500-1560, dus van vóór de reformatie.
De steen heeft bovenaan een paneel met een inscriptie die luidt: HIC IACET / DONALDUS NIALDI (Hier ligt Donaldus, zoon van Nialdus). De steen is versierd met afbeeldingen van een zwaard, dieren en planten.
Er zijn vele grafstenen van na de reformatie aanwezig op de begraafplaats. De oudste hiervan draagt het jaartal 1780.